# Ichnanthus riedelii
Ichnanthus riedelii är en gräsart som först beskrevs av Carl Bernhard von Trinius, och fick sitt nu gällande namn av Johann es Christoph Christian Döll. Ichnanthus riedelii ingår i släktet Ichnanthus och familjen gräs. Inga underarter finns listade i Catalogue of Life.